# 叶脉卷管螺
叶脉卷管螺（学名：Cytharopsis barbiton），是新腹足目卷管螺科Cytharopsis属的一种。主要分布于台湾，常栖息在200米深海砂底。